# Simard
Simard ist eine französische Gemeinde im Département Saône-et-Loire in der Region Bourgogne-Franche-Comté. Sie gehört zum Arrondissement Louhans und zum Kanton Louhans. Die Gemeinde hat 1.175 Einwohner (Stand 1. Januar 2022), sie werden Simardins, resp. Simardines genannt.

## Geografie

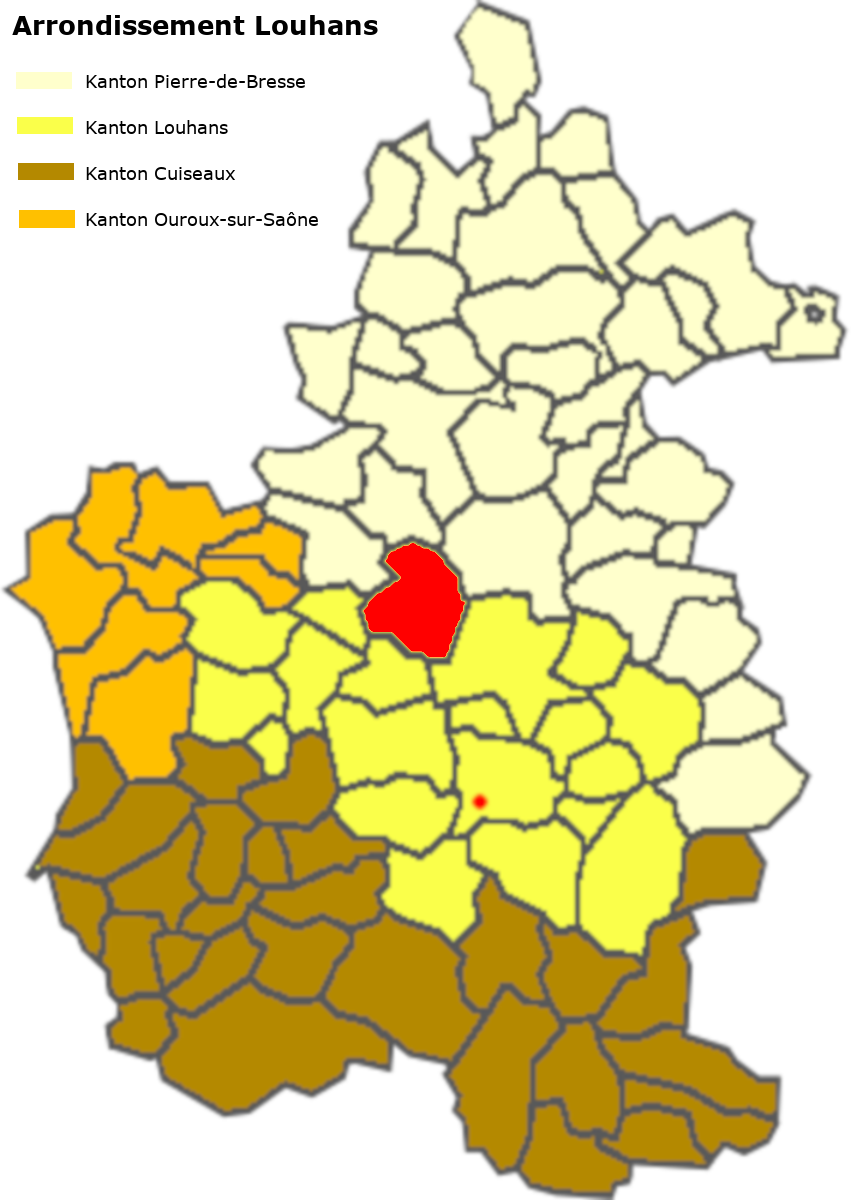
Lage der Gemeinde im Arrondissement Louhans

Simard liegt in der Landschaft Bresse, rund 6 Kilometer südwestlich von Saint-Germain-du-Bois und wird in Nord-Süd-Richtung von der Departementsstraße D678 (Abschnitt Thurey–Louhans) durchzogen. In Simard nimmt sie die Departementsstraße D996 von Mervans auf. Ein kurzes Stück der westlichen Gemeindegrenze bildet der Ruisseau Briant, er durchfließt anschließend das nördliche Gemeindegebiet und mündet letztlich bei Mervans in die Guyotte. Er nimmt etliche Biefs auf und entwässert das Gebiet nördlich des Bourg nach Norden. Bei Moure, südwestlich des Bourg, entspringt die Servonne, sie bildet kurz die südwestliche Gemeindegrenze und nimmt den Ruisseau des Roths, den Ruisseau de Promby und den Ruisseau de Chaintre auf. Simard liegt auf der Wasserscheide zwischen Doubs und Seille. Heute befinden sich knapp zehn Étangs auf dem Gemeindegebiet, ältere Quellen erwähnen jedoch 15 Etangs, was darauf schließen lässt, dass es sich bei den meisten Gewässern um Biefs handelt, künstlichen Wasserläufen für die Bewirtschaftung der Étangs, die heute verlandet und urbar gemacht worden sind. Das Gemeindegebiet ist praktisch waldlos, lediglich im Süden finden sich kleine zusammenhängende Waldgebiete.
Zur Gemeinde gehören die folgenden Weiler und Fluren: l’Agrillon, les Arcières, la Basse-Cour, le Bessandrey, Bessimont, le Bois-Brûlé, les Bons-Amis, Briant (Gewässer), les Bruyères, les Burdins, Champ-du-Quain, Champ-Guinet, Chandelux, les Commarets, la Communauté, Corbot, les Cornillons, les Duchamps, le Gallet, le Grand-Cerisier, la Grande-Chaux, Grange-Neuve, les Grigots, les Grosjean, les Grubis, les Gruères, les Guichards, les Hugonneaux, Marenoire, Mares-Boucaut, le Meix-à-Longlet, Meix-Chantereau, Meix-Pernot, le Meix-Vallant, Montfleury, la Motte, la Mourre, le Perroir, le Petit-Cerisier, la Petite-Chaux, les Peutots, Planche-Callot, le Pont-de-Briant, le Pont-Jallot, les Princes, Promby, les Putigny, les Roches, la Servonne (Gewässer), les Toines, les Toppes, la Tuilerie, le Venessereau, la Vernotte, la Villeveuve, la Voirie.

### Klima
Das Klima in Simard ist warm und gemäßigt. Es gibt das ganze Jahr über deutliche Niederschläge, selbst der trockenste Monat weist noch hohe Niederschlagsmengen auf. Die Klassifikation des Klimas nach Köppen und Geiger ist Cfb ((Gemäßigtes) Ozeanklima). Die Temperatur liegt im Jahresdurchschnitt bei 12,2 °C. Der wärmste Monat ist der Juli mit einer Durchschnittstemperatur von 21,4 °C, der kälteste der Januar mit 3,5 °C. Über ein Jahr verteilt summieren sich die Niederschläge auf 1081 mm, dabei ist der November mit 117 mm der niederschlagsreichste, während Juli als trockenster Monat 72 mm aufweist. Über das ganze Jahr werden etwa 2764 Sonnenstunden gezählt.
|                        | Jan | Feb | Mär  | Apr  | Mai  | Jun  | Jul  | Aug  | Sep  | Okt  | Nov  | Dez |   |      |
| Mittl. Temperatur (°C) | 3,5 | 4,1 | 7,8  | 11,4 | 15,3 | 19,4 | 21,4 | 21,0 | 17,2 | 13,1 | 7,6  | 4,3 | ⌀ | 12,2 |
| Mittl. Tagesmax. (°C)  | 6,4 | 7,9 | 12,2 | 16,0 | 19,6 | 24,1 | 26,1 | 25,8 | 21,7 | 17,2 | 10,7 | 7,0 | ⌀ | 16,3 |
| Mittl. Tagesmin. (°C)  | 0,8 | 0,8 | 3,4  | 6,6  | 10,5 | 14,4 | 16,4 | 16,1 | 12,9 | 9,4  | 4,6  | 1,7 | ⌀ | 8,2  |
|                        |     |     |      |      |      |      |      |      |      |      |      |     |   |      |
| Niederschlag (mm)      | 98  | 83  | 80   | 90   | 93   | 77   | 72   | 73   | 87   | 104  | 117  | 107 | Σ | 1081 |

| 0,8 |

| 0,8 |

| 3,4 |

| 6,6 |

| 10,5 |

| 14,4 |

| 16,4 |

| 16,1 |

| 12,9 |

| 9,4 |

| 4,6 |

| 1,7 |

| 0,8 |

| 0,8 |

| 3,4 |

| 6,6 |

| 10,5 |

| 14,4 |

| 16,4 |

| 16,1 |

| 12,9 |

| 9,4 |

| 4,6 |

| 1,7 |

## Toponymie
Simard wird 1299 erstmals erwähnt, im Zusammenhang mit einem Stephanus de Simard. Allgemein wird angenommen, der Ortsname gehe zurück auf den germanischen Namen Sigmar. Die Familie Symard entstammte der Vogtei Baume in der Franche-Comté und starb erst während der Revolution aus.

## Geschichte
Die Gemeinde bestand im Mittelalter aus drei Lehen, Bessandrey, Chaux und Simard, das der Familie der Symard gehörte. Im 15. und 16. Jahrhundert war es im Besitz der Familie Rupt, im 17. Jahrhundert der Thésut, die aus dem Charolais stammten. Durch die Heirat mit Jeanne-Marie de Thezut ging die Herrschaft 1728 über an Philibert Bernard Gagne de Perrigny. In Bessandrey, das zum Lehen Mervans gehörte, bestand ein Schloss, das 1785 zerstört wurde. Kirche und Pfarrhaus wurden 1820 erbaut, die Kirche 1869 bis 1886 renoviert und umgebaut. 1883 wird der Bahnhof der Linie Dijon–Bourg-en-Bresse eröffnet, die Knabenschule und die Mairie wurden 1889 erbaut, 1892 die Mädchenschule und die Post 1903. In Bessandrey bestand eine Ziegelei und eine Mühle, 1988 waren 53 Landwirtschaftsbetriebe in der Gemeinde.

### Die Herren von Simard
Im Gemeindegebiet bestanden mehrere Schlösser und Herrschaften. Die Gebiete la grande-Chaux und la petite-Chaux – also der südliche Teil der heutigen Gemeinde – gehörten zur Kastellanei von Sagy.
Bessandrey, ein Afterlehen von Mervans gehörte lange Zeit Herren de Bessandrey, von denen einige in der Kirche von Simard bestattet sind. Das Schloss war schon lange verfallen und wurde 1785 abgerissen.
Die de Rupt, Herren von Vauvril, besaßen ebenfalls Lehen in Simard. Jean de Rupt, Ritter und 1532 Berater am Parlement de Dole, wurde 1551 in der Kirche von Simard beigesetzt.
Durch Dekret übernahm am 25. Juni 1658 Charles Benigne de Thésut, Berater am Parlement de Bourgogne das Lehen Bessandrey. Am 9. August 1667 übernahm er von Louis de Lorraine (1641–1718) das Lehen Simard. Am 3. Februar 1702 gingen die beiden Lehen über an Jean de Thésut.
Eine Dame de Thésut de Simard war Wohltäterin der Kirche von Simard und spendete ein Bett im Spital von Louhans. Sie heiratete Philibert Bernard Gagne de Perrigny, Président à mortier am Parlement de Bourgogne. Die Herrschaft ging dann über an Antoine Jean Gagne, Ritter, Graf von Perrigny, der später von seiner Tante, der Witwe Chamillard, die Herrschaft Louhans erbte.
Mit der Französischen Revolution 1789 wurden die Vorrechte des Adels abgeschafft, sie behielten lediglich noch ihre Titel.

### Heraldik

Wappen de Perrigny

Die Gemeinde verwendet das Wappen, das auf Gagne de Perrigny zurückgeht. Antoine-Jean Gagne de Perrigny erbte 1774 von seiner Tante, der Comtesse de Chamillard die Herrschaften von Louhans, Bantanges, Saint-Germain-du-Plain, Ouroux, Saint-Etienne, Simandre, sowie die Kastellanei von Sagy. Er war Graf von Louhans, Marquis von Bantanges und trug den Titel Gouverneur von Louhans.
Das Wappen findet sich auf dem Gebäude des Cafés und im Saal des Jugendzentrums. Blasonierung: In Blau drei goldene Spornräder, angeordnet 2:1.

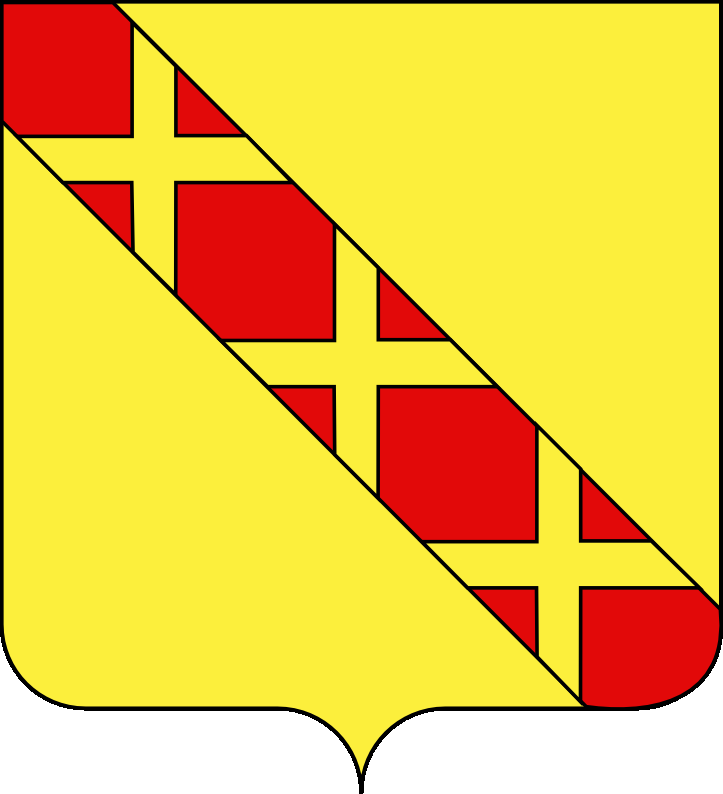
Wappen de Thésut

Die Gemeinde verwendet aber auch noch ein zweites Wappen. dasjenige von Jeanne-Marie de Thésut. Sie hat 1764 im Hospital von Louhans ein Bett für die Armen der Gemeinde Simard gespendet und war Wohltäterin zugunsten der Kirche von Simard. Die de Thesut waren im 17. und 18. Jahrhundert Herren von Simard und Bessandrey. Jeanne-Marie de Thésut hatte Philibert-Bernard Gagne de Perrigny geheiratet, den Vater des Antoine-Jean de Perrigny. Die Thésut verwendeten ein Wappen, das wie folgt blasoniert ist: Auf Gold ein roter Balken mit drei goldenen Schrägkreuzen.

## Bevölkerung
| Simard: Einwohnerzahlen von 1793 bis 2020 | Simard: Einwohnerzahlen von 1793 bis 2020 | Simard: Einwohnerzahlen von 1793 bis 2020 | Simard: Einwohnerzahlen von 1793 bis 2020 | Simard: Einwohnerzahlen von 1793 bis 2020 |
| --- | ----------------------------------------- | ----------------------------------------- | ----------------------------------------- | ----------------------------------------- |
| Jahr |                                           |                                           |                                           | Einwohner                                 |
| 1793 | 1793                                      |                                           | 1.291                                     | 1.291                                     |
| 1800 | 1800                                      |                                           | 1.343                                     | 1.343                                     |
| 1806 | 1806                                      |                                           | 1.344                                     | 1.344                                     |
| 1821 | 1821                                      |                                           | 1.487                                     | 1.487                                     |
| 1831 | 1831                                      |                                           | 1.499                                     | 1.499                                     |
| 1836 | 1836                                      |                                           | 1.466                                     | 1.466                                     |
| 1841 | 1841                                      |                                           | 1.511                                     | 1.511                                     |
| 1846 | 1846                                      |                                           | 1.538                                     | 1.538                                     |
| 1851 | 1851                                      |                                           | 1.557                                     | 1.557                                     |
| 1856 | 1856                                      |                                           | 1.501                                     | 1.501                                     |
| 1861 | 1861                                      |                                           | 1.495                                     | 1.495                                     |
| 1866 | 1866                                      |                                           | 1.514                                     | 1.514                                     |
| 1872 | 1872                                      |                                           | 1.569                                     | 1.569                                     |
| 1876 | 1876                                      |                                           | 1.583                                     | 1.583                                     |
| 1881 | 1881                                      |                                           | 1.579                                     | 1.579                                     |
| 1886 | 1886                                      |                                           | 1.555                                     | 1.555                                     |
| 1891 | 1891                                      |                                           | 1.583                                     | 1.583                                     |
| 1896 | 1896                                      |                                           | 1.532                                     | 1.532                                     |
| 1901 | 1901                                      |                                           | 1.529                                     | 1.529                                     |
| 1906 | 1906                                      |                                           | 1.530                                     | 1.530                                     |
| 1911 | 1911                                      |                                           | 1.502                                     | 1.502                                     |
| 1921 | 1921                                      |                                           | 1.331                                     | 1.331                                     |
| 1926 | 1926                                      |                                           | 1.265                                     | 1.265                                     |
| 1931 | 1931                                      |                                           | 1.239                                     | 1.239                                     |
| 1936 | 1936                                      |                                           | 1.161                                     | 1.161                                     |
| 1946 | 1946                                      |                                           | 1.092                                     | 1.092                                     |
| 1954 | 1954                                      |                                           | 1.075                                     | 1.075                                     |
| 1962 | 1962                                      |                                           | 1.056                                     | 1.056                                     |
| 1968 | 1968                                      |                                           | 1.023                                     | 1.023                                     |
| 1975 | 1975                                      |                                           | 942                                       | 942                                       |
| 1982 | 1982                                      |                                           | 997                                       | 997                                       |
| 1990 | 1990                                      |                                           | 944                                       | 944                                       |
| 1999 | 1999                                      |                                           | 877                                       | 877                                       |
| 2009 | 2009                                      |                                           | 1.133                                     | 1.133                                     |
| 2014 | 2014                                      |                                           | 1.226                                     | 1.226                                     |
| 2020 | 2020                                      |                                           | 1.184                                     | 1.184                                     |
| Quelle(n): EHESS/Cassini bis 2006, ab 2009 INSEE Anmerkung(en): • Ab 1962 offizielle Zahlen ohne Einwohner mit Zweitwohnsitz • Höchste Einwohnerzahl 1876 mit 1583, tiefste Einwohnerzahl 1999 mit 877 (55,4 % vom Maximum) |                                           |                                           |                                           |                                           |

| Bevölkerungsstruktur | Anzahl Einwohner | männlich | weiblich | davon Ausländer | Anteil % |
| -------------------- | ---------------- | -------- | -------- | --------------- | -------- |
|                      | 1177             | 592      | 585      | 21              | 1,8      |

| Männer | Alterstufe | Frauen |
| ------ | ---------- | ------ |
| 9      | 90 + älter | 14     |
| 42     | 75–89      | 51     |
| 126    | 60–74      | 123    |
| 114    | 45–59      | 118    |
| 110    | 30–44      | 106    |
| 92     | 15–29      | 81     |
| 99     | 0–14       | 93     |

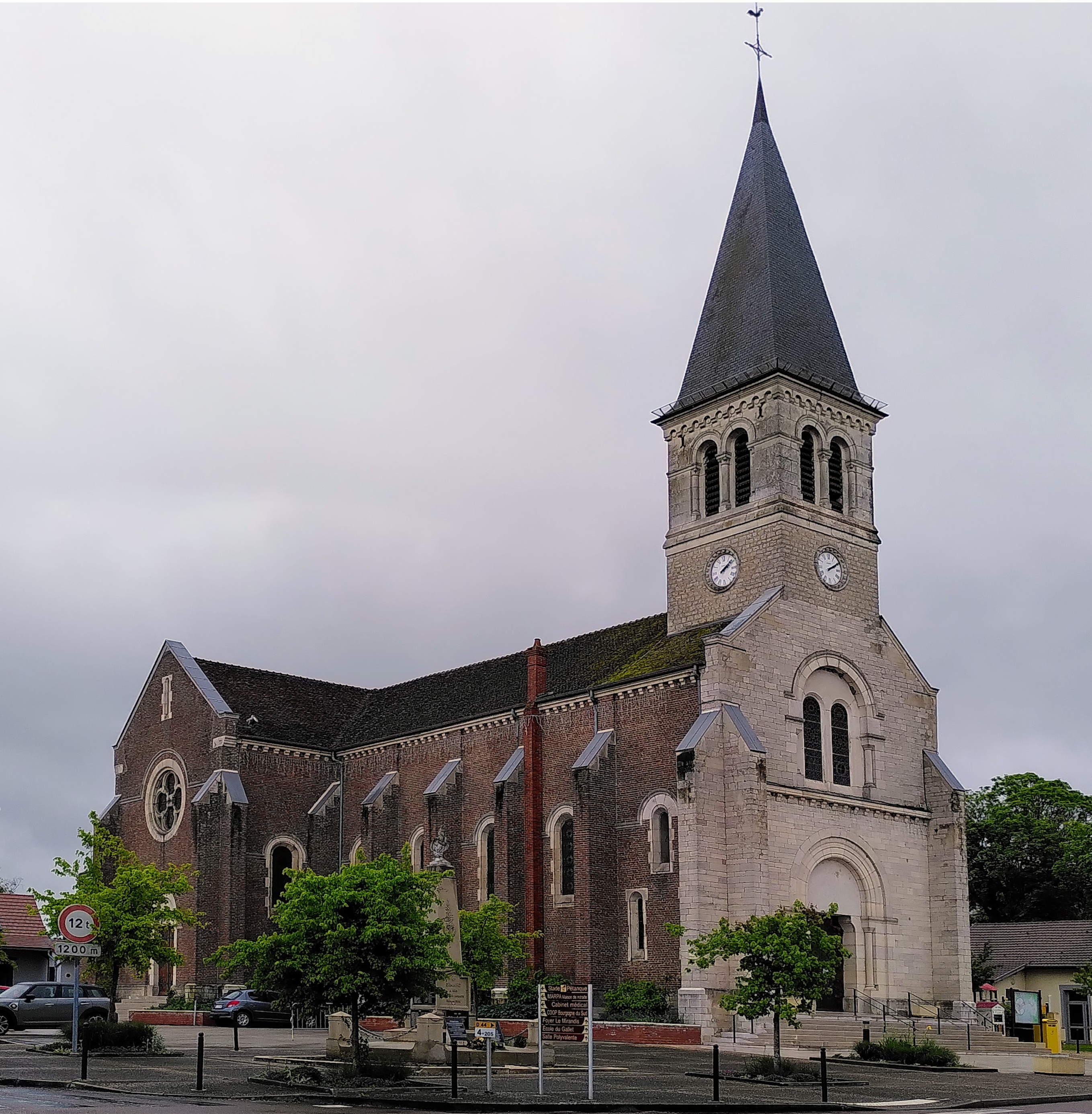
Kirche Saint-Pierre von Simard

Die Bevölkerungsstruktur zwischen Männern und Frauen ist ausgeglichen. Dabei sind 49 % der Bevölkerung jünger als 45 Jahre. Die Gruppe der unter 15-Jährigen macht 16,3 % aus. Demgegenüber sind 31 % der Einwohner älter als 60 Jahre und damit im Rentenalter. Diese Struktur dürfte auf die Tatsache zurückzuführen sein, dass seit 1999 dank einer regen Bautätigkeit die Wohneinheiten um 31 % zugenommen haben. Dadurch dürfte ein Zuzug von jungen Familien mit Kindern erfolgt sein.
| Wohnstruktur               | Anzahl Wohneinheiten | davon Häuser | Wohnungen | sonstige |
| -------------------------- | -------------------- | ------------ | --------- | -------- |
|                            | 597                  | 338          | 36        | 3        |
| davon Hauptwohnsitz        | 494                  |              |           |          |
| Zweit- oder Ferienwohnsitz | 73                   |              |           |          |
| vakant                     | 29                   |              |           |          |

## Wirtschaft und Infrastruktur

### Unternehmen, Betriebe, Ladengeschäfte und Einrichtungen
In der Gemeinde gibt es nebst Kirche und Mairie (Gemeindehaus) folgende Unternehmen nach Branchen:
| Branche                                                           | Anzahl Betriebe |
| ----------------------------------------------------------------- | --------------- |
| Industrie und verarbeitendes Gewerbe                              | 13              |
| Baugewerbe                                                        | 18              |
| Groß- und Einzelhandel, Verkehr, Beherbergung und Gastronomie     | 23              |
| Information und Kommunikation                                     | 1               |
| Finanz- und Versicherungsdienstleistungen                         |                 |
| Grundstücks- und Wohnungswesen                                    | 4               |
| Freiberufliche, wissenschaftliche und technische Dienstleistungen | 20              |
| Öffentliche Verwaltung, Unterricht, Gesundheits- und Sozialwesen  | 10              |
| Sonstige Dienstleistungen                                         | 5               |
| Land- und Forstwirtschaftsbetriebe                                | 12              |

In der Gemeinde befinden sich eine Bäckerei, eine Metzgerei, ein Coiffeursalon und ein Möbelladen, ferner drei Autogaragen, zwei Generalunternehmen der Baubranche, fünf Bauhandwerksbetriebe, eine Schreinerei/Zimmerei, ein Maler/Gipser und drei Installateurbetriebe. Im Ort befinden sich ein Tennis-, ein Fußball- und ein Pétanqueplatz, eine Arztpraxis, ein Physiotherapeut, fünf Krankenschwestern, drei Pflegeheime, ein Seniorenheim, ein Hilfsdienst für Senioren, ein Mehrzwecksaal, sieben Restaurants, zwei Gîtes und eine Post. Mit den weiteren Gütern des täglichen Bedarfs versorgen sich die Einwohner mehrheitlich in Saint-Germain-du-Bois. In Simard befindet sich ein Schlachterei- und Verwertungsbetrieb für Geflügel, insbesondere Poulet de Bresse.

### Geschützte Produkte in der Gemeinde
Als AOC-Produkte sind in Simard Volaille de Bresse und Dinde de Bresse, ferner Crème et beurre de Bresse zugelassen.

### Bildungseinrichtungen
In der Gemeinde bestehen folgende Bildungseinrichtungen:
- eine École maternelle, die von 51 Schülern besucht wird,
- eine École primaire (École maternelle und École élémentaire), die von 52 Schülern besucht wird,

und beide der Académie de Dijon unterstehen. Für die Schule gilt der Ferienplan der Zone A.